# Lanciano
Lanciano ist eine italienische Stadtgemeinde der Provinz Chieti (Abruzzen) mit 33.915 Einwohnern.

## Geografie
Die Gemeinde erstreckt sich über ca. 66 km².
Die Nachbargemeinden sind: Atessa, Castel Frentano, Fossacesia, Frisa, Mozzagrogna, Orsogna, Paglieta, Poggiofiorito, Rocca San Giovanni, San Vito Chietino, Sant’Eusanio del Sangro und Treglio.
Die Gemeinde liegt rund 50 Kilometer vom Hauptort der Provinz, der Stadt Chieti und 13 Kilometer von der Adriaküste entfernt.

## Geschichte
Lanciano wurde in vorchristlicher Zeit gegründet und gehörte zum Lebensraum der Samniten, die in den Samnitenkriegen von den Römern unterworfen wurden. Die Stadt hieß in der Antike Anxanum und war nach dem Ende des weströmischen Reiches bis zur Eroberung durch die Langobarden im 6. Jahrhundert byzantinisch beherrscht. Seit dem 13. Jahrhundert ist der heutige Name überliefert. Nach einer Legende ist Lanciano der Geburtsort des heiligen Longinus, der in der Stadt von alters her verehrt wird und auch hier gestorben sein soll.

### Bischofssitz
Am 27. April 1515 wurde das Bistum Lanciano durch Papst Leo X. errichtet; 1562 wurde es zum Erzbistum erhoben. Bischofskirche (Kathedrale) ist die Basilica della Madonna del Ponte.

### Faschismus
Nach dem Kriegseintritt Italiens im Juni 1940 errichtete das faschistische Regime in Lanciano ein Internierungslager (campo di concentramento) für Frauen. Es befand sich in der Villa Sorge, einem Landhaus unweit vom Ortszentrum. Die ersten Internierten waren „Ausländerinnen aus feindlichen Nationen“, wozu auch jüdische Frauen zählten. Im Februar 1942 kamen die noch im Lager verbliebenen Insassinnen nach Pollenza. Damit wurde Lanciano zum Männerlager und nahm Jugoslawen aus den von Italien besetzten und annektierten Gebieten auf. Die Lebensbedingungen waren äußerst bescheiden; es gab – bis auf einen Wasserhahn in einem Außenhof – kein fließendes Wasser, die hygienischen Verhältnisse waren entsprechend prekär. Das Gebäude war schlecht isoliert und im Winter nicht ausreichend beheizt. Zahlreiche Insassen wurden strafverlegt, nachdem sie gegen die mangelhafte Qualität der Verpflegung protestiert hatten. Im September 1943 verließen viele Insassen das Lager, das Mitte Oktober endgültig geschlossen wurde.
Im Jahr 2013 wurde die am Parco delle Memorie und der Villa Sorge vorbeiführende Straße nach Maria Eisenstein benannt. (Lage) Die aus Wien stammende Frau (geborene Maria Luisa Moldauer, 1914–1994) war eine der Insassinnen des Internierungslagers in der Villa Sorge. Sie überlebte Faschismus und Besatzung und hat in dem Buch „L'internata numero 6“ das Lagerleben ausführlich beschrieben.
Ebenfalls in der Villa Sorge interniert war die aus Köln stammende Susanne Levinger (1914-2001), die nach ihrer Verlegung nach Pollenza aus dem dortigen Lager fliehen konnte und bis zu ihrem Tod im Jahre 2001 in der Nähe von Lanciano, in San Vito Marina, wohnte.

### Deutsche Besetzung
Am 5. Oktober 1943 kam es nach der Ermordung des Widerstandskämpfers Trentino La Barba zu einem Volksaufstand der Einwohner Lancianos gegen die deutschen Besatzer, die wegen der Hartnäckigkeit des Widerstandes etliche Bataillone und Panzereinheiten zum Einsatz bringen mussten, um diesen zu brechen. Nach den Repressalien der deutschen Truppen, wurde Lanciano Ziel der vorrückenden Alliierten, deren Artillerie die Stadt in Schutt und Asche legte. Nach der Eroberung durch die Alliierten bombardierten deutsche Flugzeuge Lanciano, das zwischen Oktober 1943 und Juni 1944 mehr als 500 Menschenleben verlor. In diesen neun Monaten stellte die Stadt zahlreiche Widerstandskämpfer und Partisanen. Nach dem Krieg wurde die Stadt Lanciano mit einem hohen Orden ausgezeichnet.

### Das eucharistische Wunder
Anfang der 1970er Jahre wurde Lanciano als Schauplatz eines eucharistischen Wunders überregional bekannt, das nachweislich seit dem 17. Jahrhundert hier verortet wird und sich im Frühmittelalter ereignet haben soll. Die Relikte, eine menschliche Herzscheibe ungeklärter Herkunft und mehrere Blutreste, werden in der Kirche San Francesco, der Klosterkirche der Minoriten an der Piazza Plebiscito ausgestellt, in der sich eine 1902 angebaute Verehrungsstätte für das Wunder (Santuario del Miracolo Eucaristico) befindet.

### Denkmal zu Ehren der ermordeten Sinti und Roma
Im Oktober 2018 wurde im Parco delle Memorie an der Via Maria Eisenstein ein Denkmal zur Erinnerung an den Völkermard an den Roma und Sinti während der Zeit des Faschismus und der deutschen Besatzung eingeweiht. Am Fuße des Denkmals ist das Gedicht Auschwitz von Santino Spinelli eingraviert, das auch Bestandteil des 2012 in Berlin eingeweihten Denkmals für die im Nationalsozialismus ermordeten Sinti und Roma Europas ist. Lanciano war damit die erste Stadt Italiens und die zweite in Europa nach Berlin, die ein Denkmal zur Erinnerung an die Vernichtung der Roma und Sinti errichtet hat.

## Kulinarische Spezialitäten
In der Gemeinde werden Reben der Sorte Montepulciano für den DOC-Wein Montepulciano d’Abruzzo angebaut.
Lanciano ist ein Zentrum der Herstellung einer bekannten abruzzischen Spezialität, des bocconotto (wörtlich „Happen“), ein Feingebäck aus gefülltem Mürbeteig. Es gibt sehr traditionelle Konditoreien, die ausschließlich bocconotti nach geheimen Hausrezepten herstellen.

## Städtepartnerschaften
Partnerstädte von Lanciano sind Berazategui (Argentinien), Qala (Malta), Vaughan (Ontario) (Kanada), Visegrád (Ungarn) und Riedenburg (Deutschland).

## Persönlichkeiten
- Giulio Cesare Polerio (1548–1612), Schachspieler und Autor
- Fedele Fenaroli (1730–1818), Komponist und Musikpädagoge
- Enzio d’Antonio (1925–2019), römisch-katholischer Bischof
- Franco Morone (* 1956), Gitarrist, Musiklehrer, Komponist und Arrangeur
- Luna De Rosa (* 1991), Romni-Aktivistin und Konzeptkünstlerin
- Federica Di Criscio (* 1993), Fußballspielerin

## Sehenswürdigkeiten
Für die Gedenkstätten in Lanciano zur Zeit des Weltkriegs siehe: Gedenkorte Europa 1939–1945: Lanciano (Weblinks).

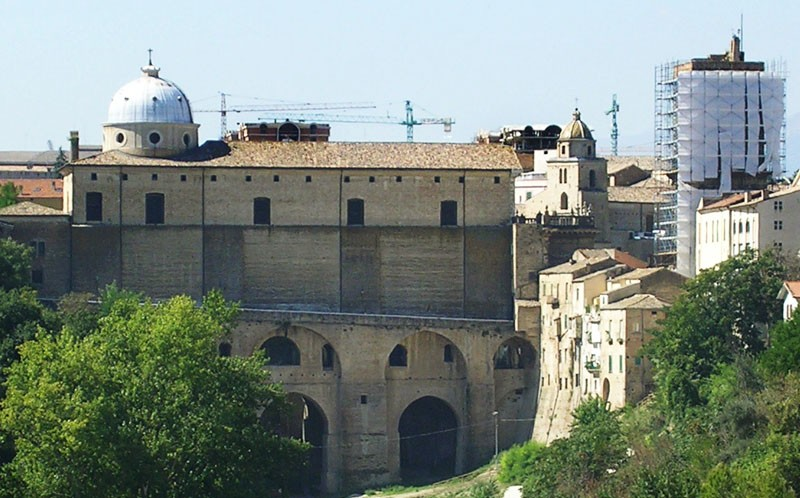
Ponte Diocleziano
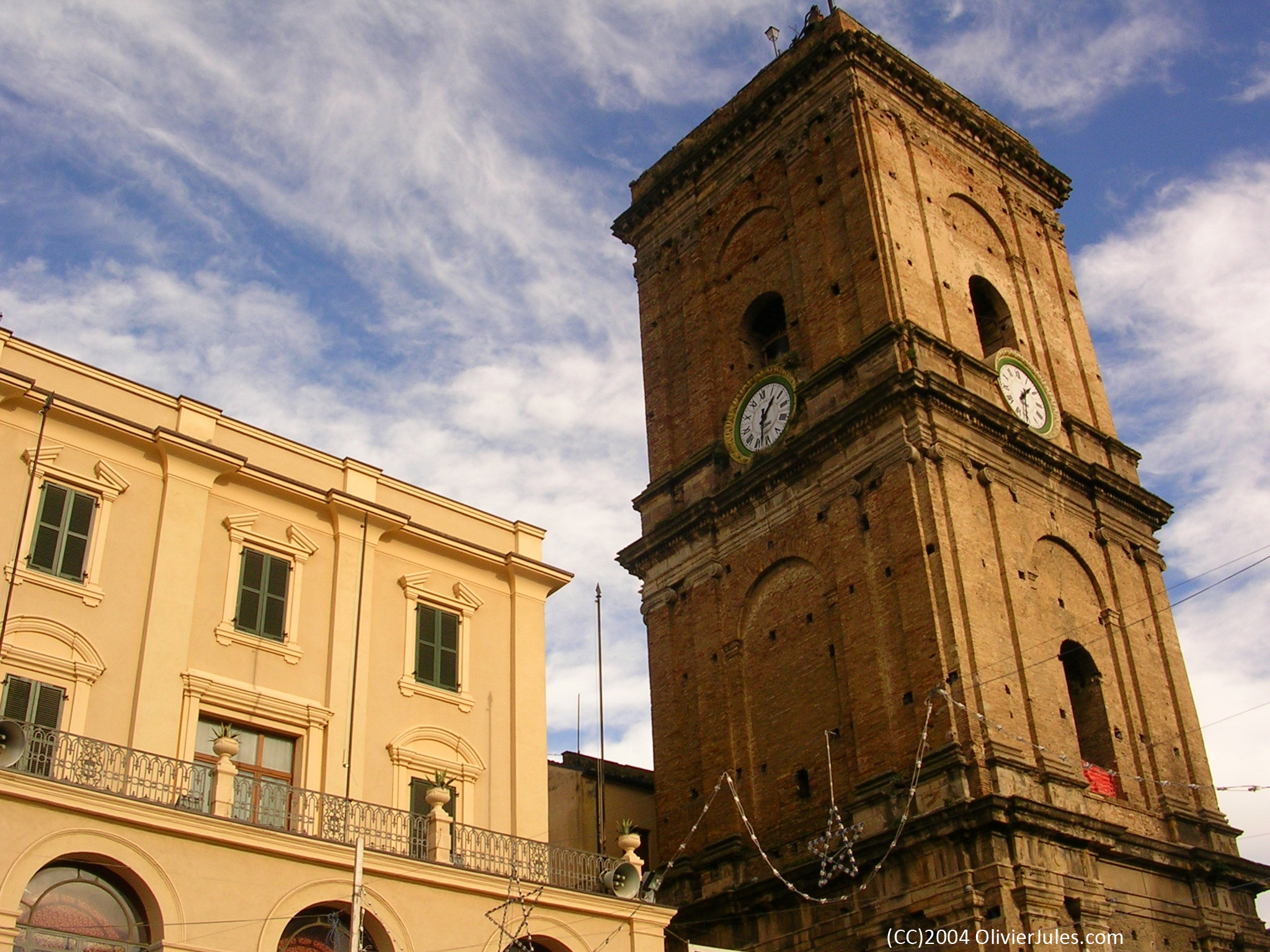
Torre Campanaria und Rathaus
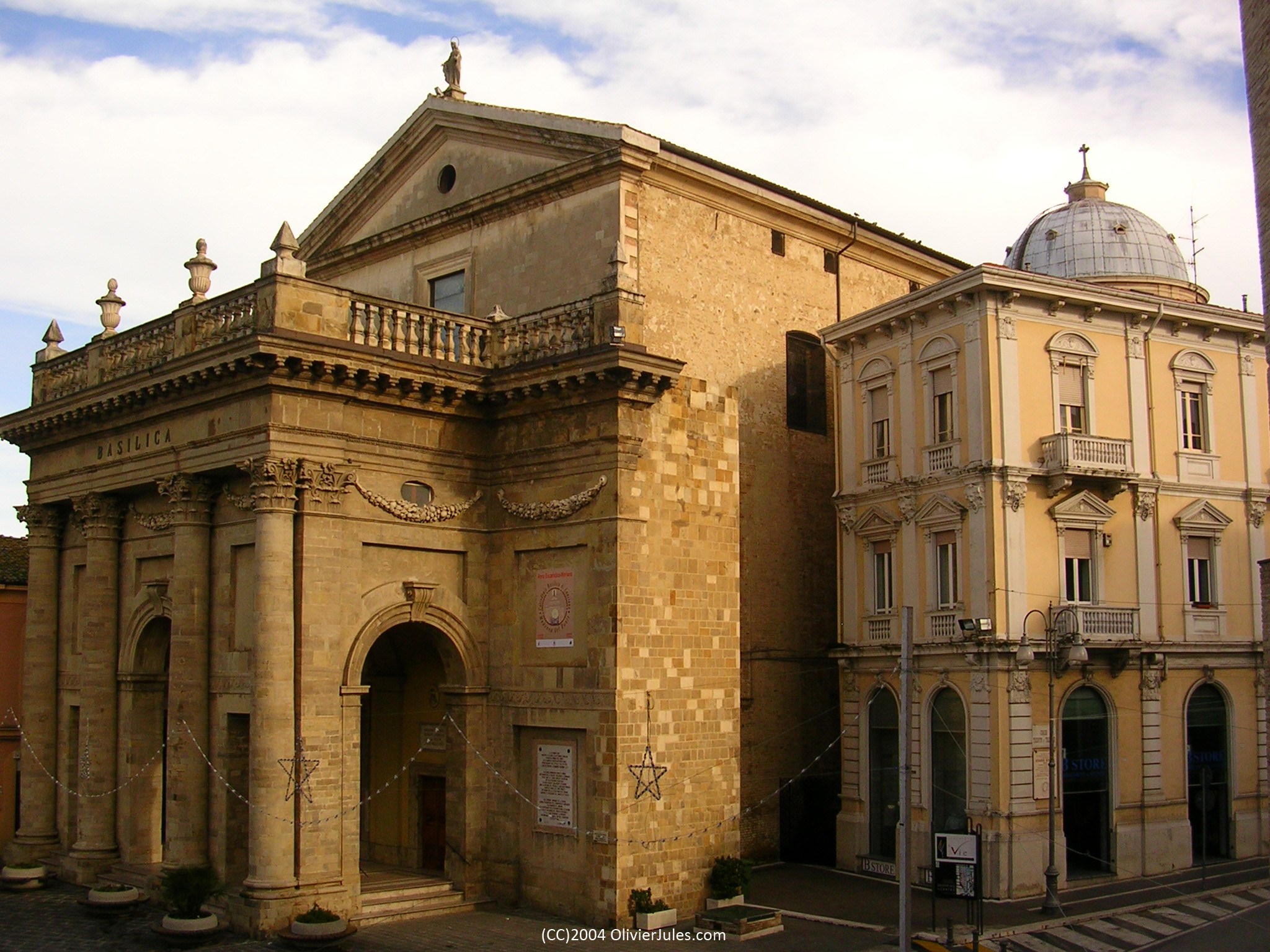
Basilica di Santa Maria del Ponte
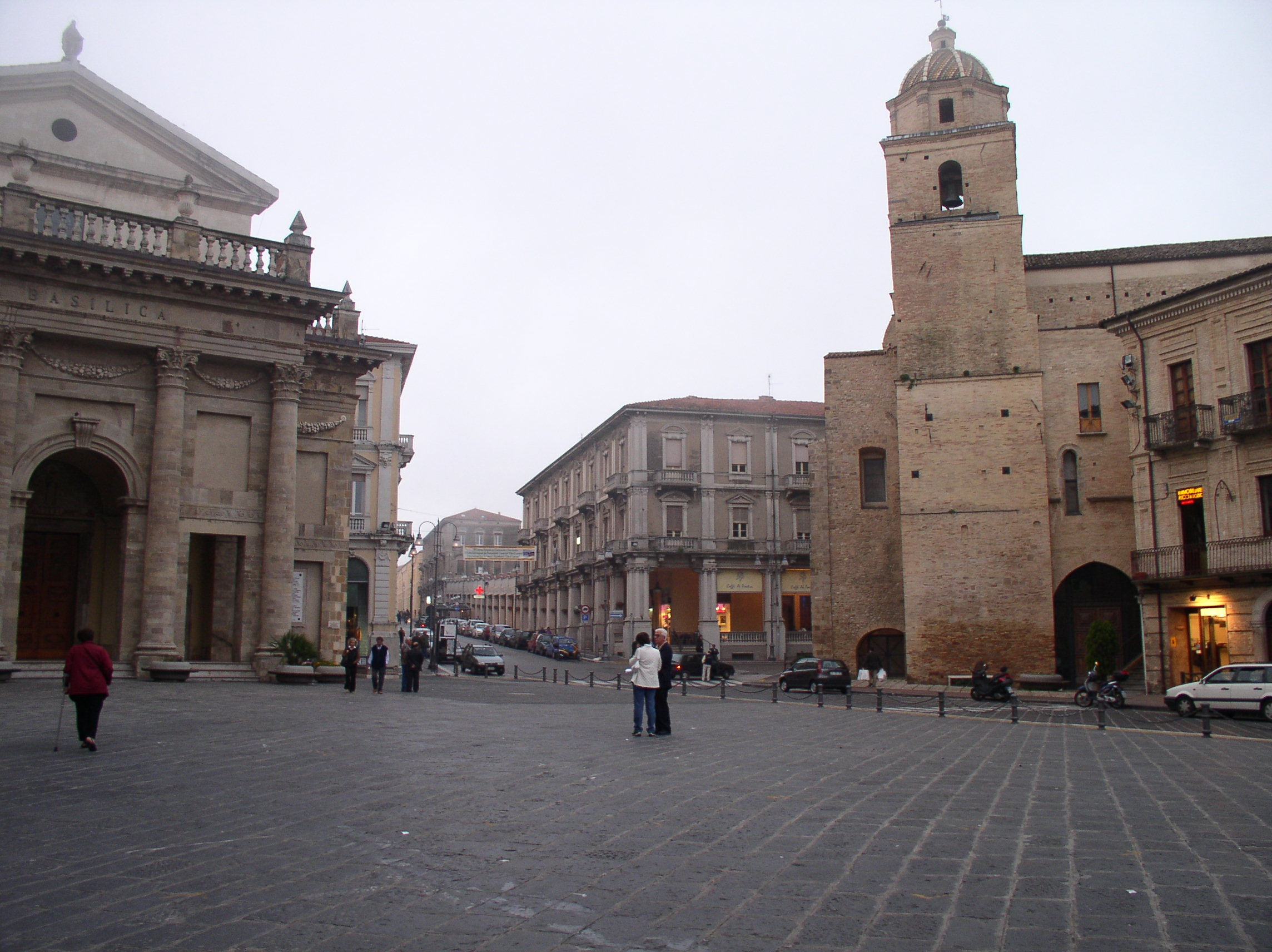
Piazza Plebiscito
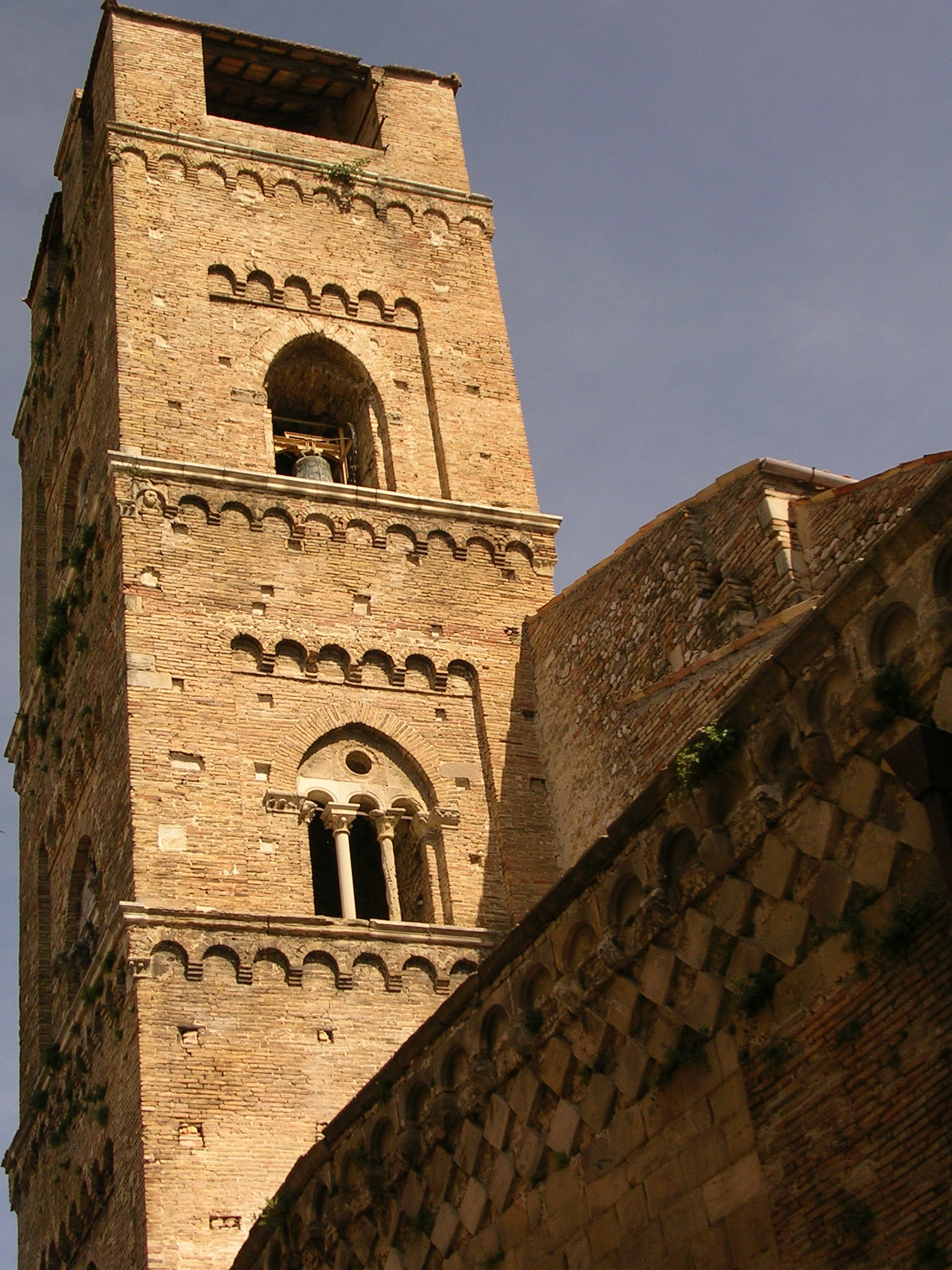
Kirche S. Maria Maggiore (Campanile)
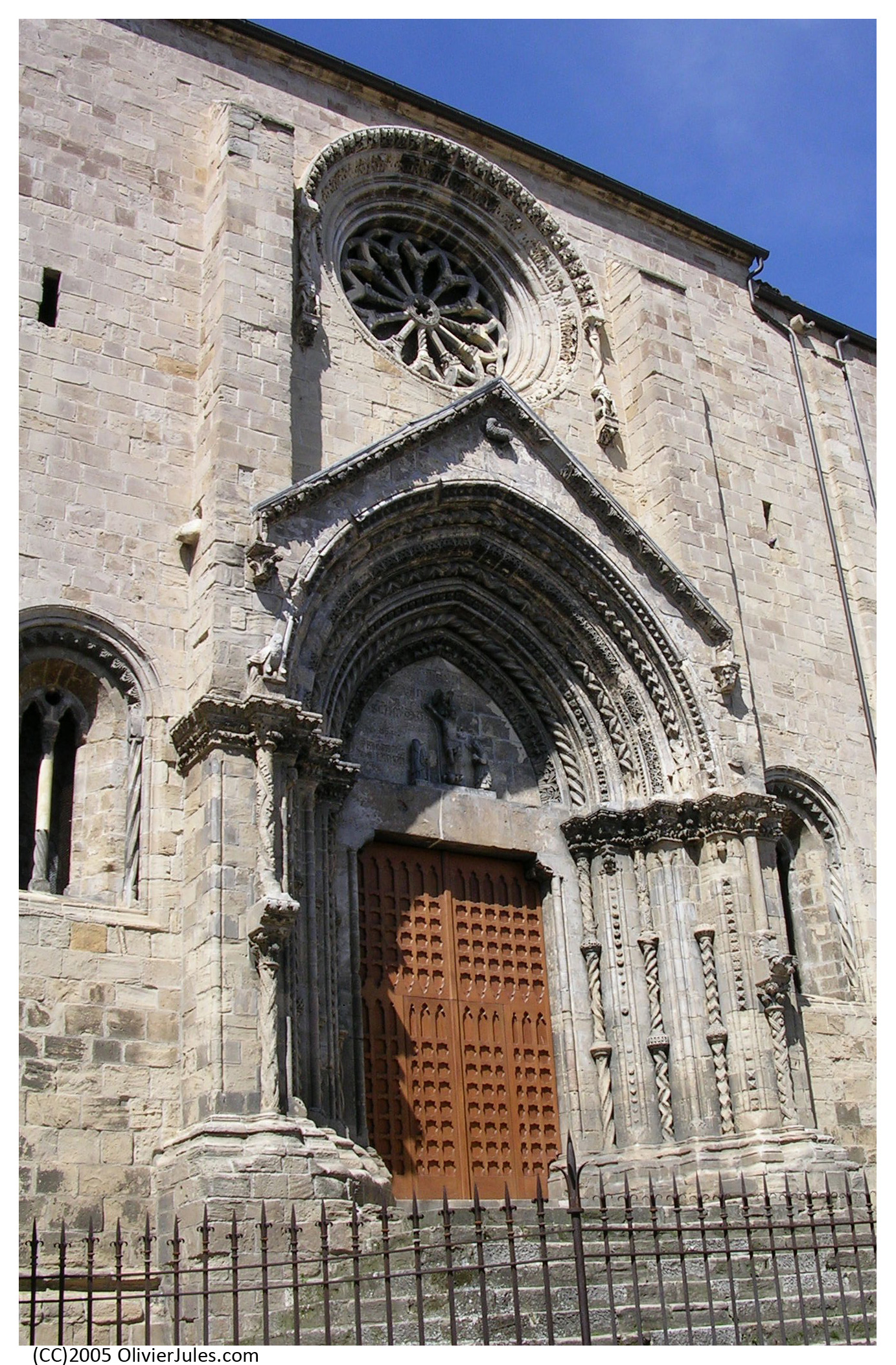
Kirche S. Maria Maggiore (Hauptportal)
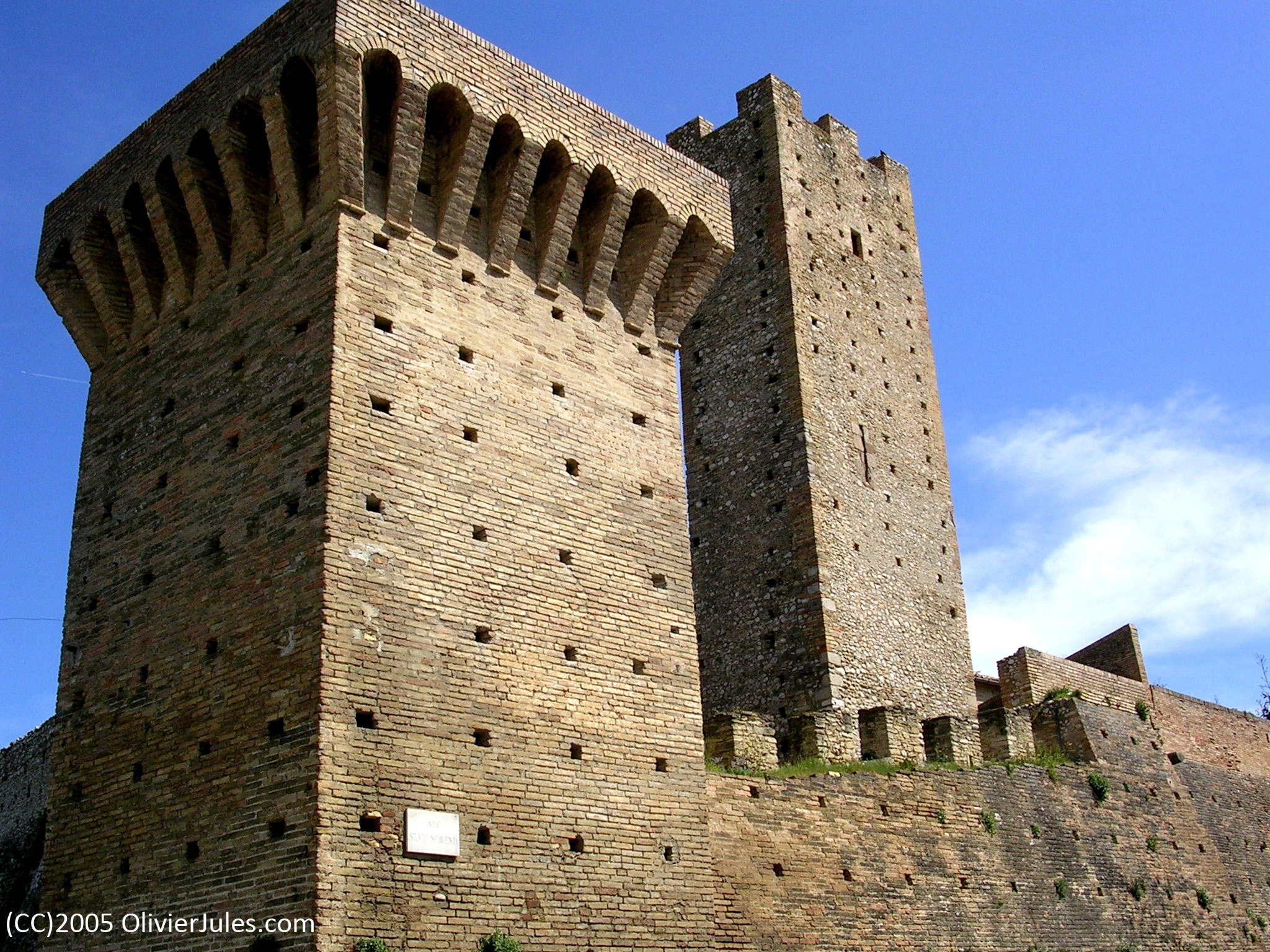
Torri Montanare
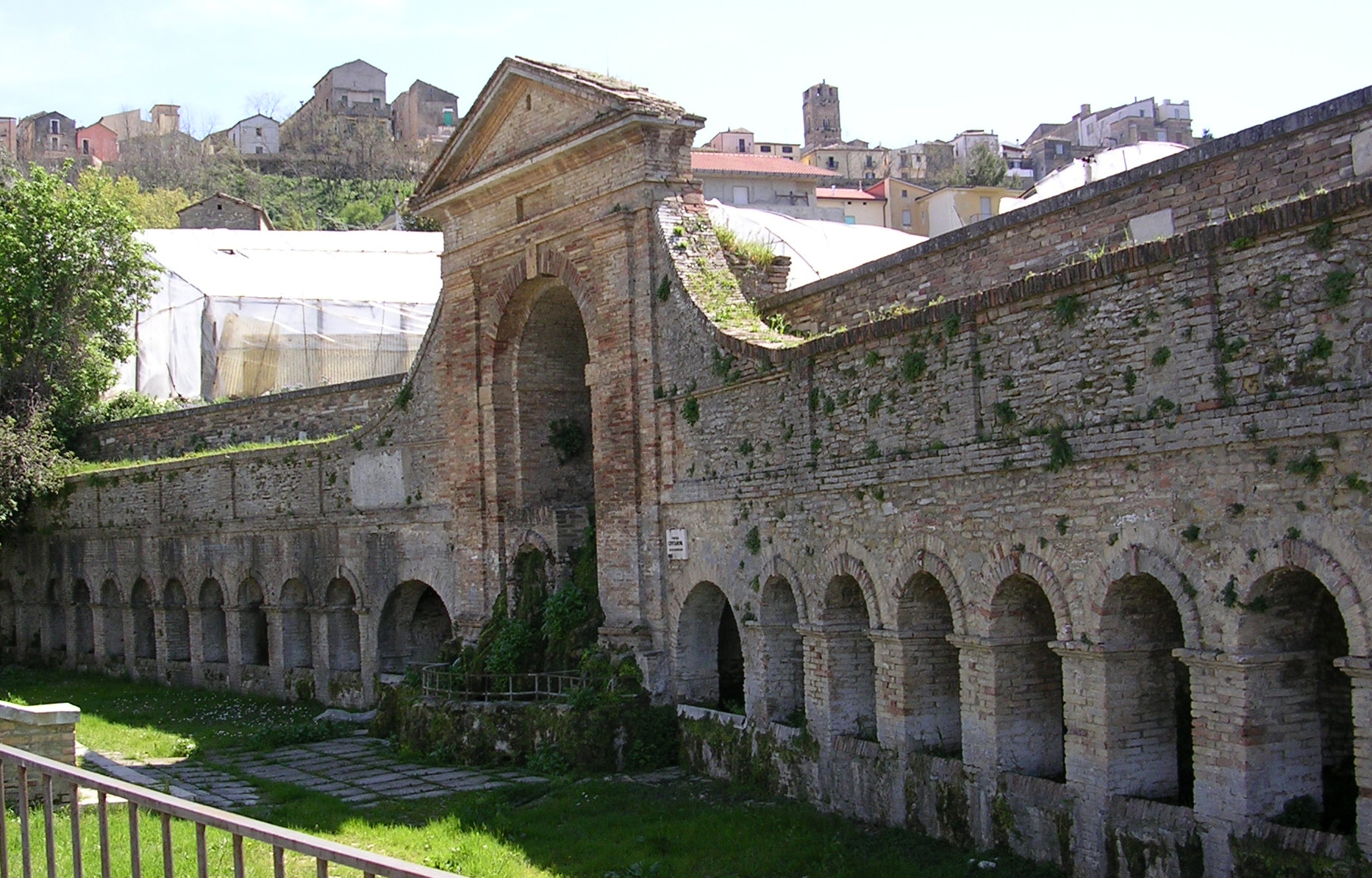
Fontana di Civitanova